# Chung kết UEFA Europa League 2013
Chung kết UEFA Europa League 2013 là trận đấu cuối cùng của UEFA Europa League 2012–13, mùa giải thứ 42 của giải bóng đá cấp câu lạc bộ cao thứ hai châu Âu được tổ chức bởi UEFA, và là mùa thứ 4 kể từ khi đổi tên từ UEFA Cup sang UEFA Europa League. Trận đấu được diễn ra trên sân vận động Amsterdam Arena ở Amsterdam, Hà Lan, vào ngày 15 tháng 5 năm 2013, between Portuguese side Benfica and English side Chelsea. Chelsea giành chiến thắng 2–1 qua đó lần đầu vô địch giải đấu.
Chelsea là đương kim vô địch UEFA Champions League đầu tiên thi đấu tại UEFA Europa League ở mùa giải kế tiếp, sau khi trở thành đương kim vô địch Champions League đầu tiên bị loại từ vòng bảng. Với việc giành chiến thắng, họ trở thành đội đầu tiên vô địch Champions League rồi vô địch Europa League ở mùa giải kế tiếp. Chelsea trở thành câu lạc bộ thứ tư, sau Juventus, Ajax và Bayern Munich, giành được cả ba danh hiệu cấp câu lạc bộ của UEFA, trước đó họ giành UEFA Champions League năm 2012, và Cúp C2 châu Âu năm 1971 và 1998. Chelsea cũng là câu lạc bộ đầu tiên kể từ sau Manchester United tại Chung kết Cúp C2 châu Âu 1991 giành một danh chức vô địch một giải đấu châu Âu mà không sử dụng quyền thay người.
Với việc giành chức vô địch giải đấu, Chelsea giành một suất tham dư Siêu cúp châu Âu 2013 gặp đội vô địch UEFA Champions League 2012–13, Bayern Munich.

## Đường tới chung kết
Ghi chú: Tất cả các kết quả dưới đây, hai đội lọt vào chung kết được tính trước.
| Đội            | Tr | T | H | B | BT | BB | HS | Đ  |
| -------------- | -- | - | - | - | -- | -- | -- | -- |
| Barcelona      | 6  | 4 | 1 | 1 | 11 | 5  | +6 | 13 |
| Celtic         | 6  | 3 | 1 | 2 | 9  | 8  | +1 | 10 |
| Benfica        | 6  | 2 | 2 | 2 | 5  | 5  | 0  | 8  |
| Spartak Moscow | 6  | 1 | 0 | 5 | 7  | 14 | −7 | 3  |

| Đội              | Tr | T | H | B | BT | BB | HS  | Đ  |
| ---------------- | -- | - | - | - | -- | -- | --- | -- |
| Juventus         | 6  | 3 | 3 | 0 | 12 | 4  | +8  | 12 |
| Shakhtar Donetsk | 6  | 3 | 1 | 2 | 12 | 8  | +4  | 10 |
| Chelsea          | 6  | 3 | 1 | 2 | 16 | 10 | +6  | 10 |
| Nordsjælland     | 6  | 0 | 1 | 5 | 4  | 22 | −18 | 1  |

## Trận đấu

### Đội hình
Eden Hazard của Chelsea không thể tham gia trận chung kết do không kịp bình phục chấn thương gân kheo mà anh gặp phải trong trận thắng 2–1 của Chelsea trước Aston Villa tại Premier League ngày 11 tháng Năm.
Ba cầu thủ đối mặt với đội bóng cũ: Nemanja Matić của Benfica, người chuyển đến từ Chelsea, David Luiz và Ramires, chuyển đến từ Benfica.

### Chi tiết
| Benfica             | 1–2      | Chelsea                     |
| ------------------- | -------- | --------------------------- |
| Cardozo 68' (ph.đ.) | Chi tiết | Torres 60' · Ivanović 90+3' |

| Benfica | Chelsea |

| TM               | 1  | Artur                  |       |     |
| HV               | 34 | André Almeida          |       |     |
| HV               | 4  | Luisão (đt)            | 61'   |     |
| HV               | 24 | Ezequiel Garay         | 45+1' | 78' |
| HV               | 25 | Lorenzo Melgarejo      |       | 66' |
| TV               | 35 | Enzo Pérez             |       |     |
| TV               | 21 | Nemanja Matić          |       |     |
| TV               | 19 | Rodrigo                |       | 66' |
| TĐ               | 20 | Nicolás Gaitán         |       |     |
| TĐ               | 7  | Óscar Cardozo          |       |     |
| TĐ               | 18 | Eduardo Salvio         |       |     |
| Dự bị:           |    |                        |       |     |
| TM               | 13 | Paulo Lopes            |       |     |
| HV               | 33 | Jardel                 |       | 78' |
| TV               | 10 | Pablo Aimar            |       |     |
| TV               | 15 | Ola John               |       | 66' |
| TV               | 23 | Jonathan Urretaviscaya |       |     |
| TV               | 89 | André Gomes            |       |     |
| TĐ               | 11 | Lima                   |       | 66' |
| Huấn luyện viên: |    |                        |       |     |
| Jorge Jesus      |    |                        |       |     |

| TM               | 1  | Petr Čech          |     |
| HV               | 28 | César Azpilicueta  |     |
| HV               | 2  | Branislav Ivanović |     |
| HV               | 24 | Gary Cahill        |     |
| HV               | 3  | Ashley Cole        |     |
| TV               | 8  | Frank Lampard (đt) |     |
| TV               | 4  | David Luiz         |     |
| TV               | 7  | Ramires            |     |
| TV               | 10 | Juan Mata          |     |
| TV               | 11 | Oscar              | 14' |
| TĐ               | 9  | Fernando Torres    |     |
| Dự bị:           |    |                    |     |
| TM               | 22 | Ross Turnbull      |     |
| HV               | 19 | Paulo Ferreira     |     |
| TV               | 12 | John Obi Mikel     |     |
| TV               | 21 | Marko Marin        |     |
| TV               | 30 | Yossi Benayoun     |     |
| TV               | 57 | Nathan Aké         |     |
| TĐ               | 13 | Victor Moses       |     |
| Huấn luyện viên: |    |                    |     |
| Rafael Benítez   |    |                    |     |

| Cầu thủ xuất sắc nhất trận đấu: Branislav Ivanović (Chelsea) Trợ lý trọng tài: Sander van Roekel (Hà Lan) Erwin Zeinstra (Hà Lan) Trọng tài thứ tư: Felix Brych (Đức) Trợ lý trọng tài thêm: Pol van Boekel (Hà Lan) Richard Liesveld (Hà Lan) | Điều lệ trận đấu - 90 phút - 30 phút hiệp phụ nếu cần - Sút luân lưu nếu tỉ số vẫn hòa - Đăng ký bảy cầu thủ dự bị, thay tối đa ba |

### Số liệu thống kê
|                | Benfica | Chelsea |
| -------------- | ------- | ------- |
| Bàn thắng      | 0       | 0       |
| Sút            | 8       | 3       |
| Sút trúng đích | 5       | 2       |
| Cản phá        | 2       | 5       |
| Kiểm soát bóng | 55%     | 45%     |
| Phạt góc       | 1       | 1       |
| Lỗi            | 7       | 8       |
| Việt vị        | 0       | 4       |
| Thẻ vàng       | 1       | 1       |
| Thẻ đỏ         | 0       | 0       |

|                | Benfica | Chelsea |
| -------------- | ------- | ------- |
| Bàn thắng      | 1       | 2       |
| Sút            | 9       | 8       |
| Sút trúng đích | 6       | 5       |
| Cản phá        | 3       | 5       |
| Kiểm soát bóng | 52%     | 48%     |
| Phạt góc       | 3       | 3       |
| Lỗi            | 11      | 10      |
| Việt vị        | 1       | 4       |
| Thẻ vàng       | 1       | 0       |
| Thẻ đỏ         | 0       | 0       |

|                | Benfica | Chelsea |
| -------------- | ------- | ------- |
| Bàn thắng      | 1       | 2       |
| Sút            | 17      | 11      |
| Sút trúng đích | 11      | 7       |
| Cản phá        | 5       | 10      |
| Kiểm soát bóng | 54%     | 46%     |
| Phạt góc       | 4       | 4       |
| Lỗi            | 18      | 18      |
| Việt vị        | 1       | 8       |
| Thẻ vàng       | 2       | 1       |
| Thẻ đỏ         | 0       | 0       |